# Siemion Łazarienko
Siemion Matwiejewicz Łazarienko (ur. 1911, zm. ?) – funkcjonariusz NKWD, jeden z wykonawców zbrodni katyńskiej.
Od 1935 członek Komsomołu, od 1936 strażnik komendantury Zarządu NKWD obwodu zachodniego/smoleńskiego. Od 1938 do 1941 starszy nadzorca 1. kategorii więzienia Zarządu Bezpieczeństwa Państwowego Zarządu NKWD obwodu smoleńskiego. Za udział w mordowaniu polskich jeńców w Katyniu nagrodzony 26 października 1940 przez Ławrientija Berię. Po ataku Niemiec na ZSRR w czerwcu 1941 zaginął bez wieści.